# 라이언에어 4978편 강제착륙 사건
라이언에어 4978년 강제착륙 사건(영어: Ryanair Flight 4978)은 2021년 5월 23일 그리스 아테네 국제공항을 출발하여 리투아니아 빌뉴스 국제공항으로 향하던 라이언에어 항공기가 벨라루스 영공 내에 있었을 때 벨라루스 정부의 명령에 의해서 민스크 국제공항에 강제로 착륙한 사건이다. 사고기는 벨라루스 영공에 있었을 때 알렉산드르 루카셴코 대통령의 명령으로 날조된 폭발물 위협을 이유로 벨라루스 공군 MiG-29 전투기의 호위를 받아서 강제 착륙했고, 벨라루스 측에서는 기자이자 반체제 운동가인 라만 프라타세비치와 그의 동행이었던 소피야 사페가를 체포했고, 이외 승객 4명이 민스크에서 하기했다.

## 비행 과정

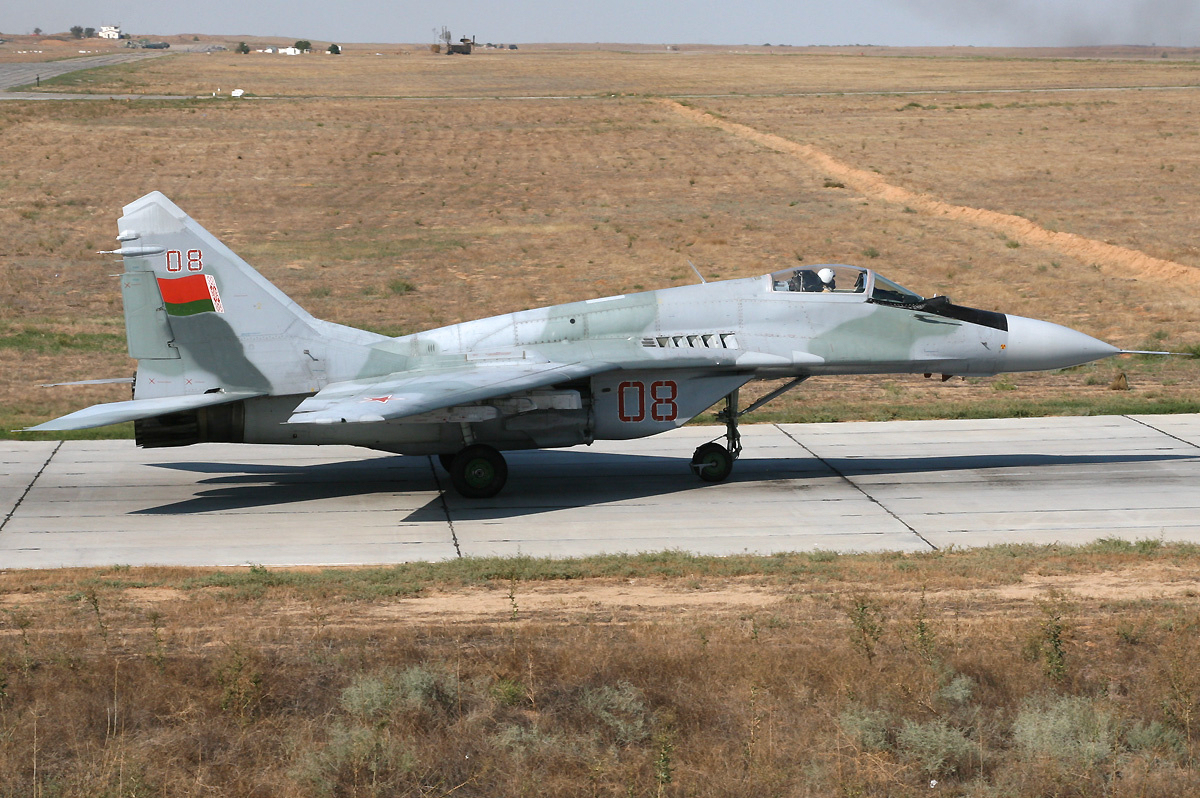
벨라루스 공군 소속 MiG-29 전투기가 항공편을 강제 납치했다.

2021년 5월 23일 라이언에어 4978편은 그리스 아테네 국제공항에서 약 19분 지연된 현지 시각 오전 10시 29분(UTC+03:00)에 이륙했다. 사고기에는 승객 126명, 승무원 6명이 탑승하고 있었다. 사고 항공기 기종은 보잉 737-800, 폴란드의 라이언에어 자회사 Buzz에 등록된 SP-RSM이었다. 리투아니아 빌뉴스 국제공항 착륙 예정 시간은 그 날 오후 1시(UTC+03:00)였다. 이륙 약 2시간 후 리투아니아 빌뉴스를 45 해리 (83 km; 52 mi) 남겨 두고 벨라루스 영공 내에 있었을 때 민스크 서쪽 90 해리 (170 km; 100 mi) 지점에서 폭발물 위협을 받았다. 라이언에어에 의하면 벨라루스 측 항공 관제로부터 "보안 위협 인물"이 탑승하고 있다는 이유로 민스크에 강제 착륙을 지시했다.
민스크 공항에서 보안 검색을 수행한 벨라루스 KGB는 벨라루스 반체제 운동가 라만 프라타세비치를 2020년 벨라루스 시위를 주도한 이유로 "테러" 활동으로 수배자 목록에 있다는 이유로 체포했다. 항공편에 동행했던 러시아 국적자인 여자친구 소피야 사페가도 벨라루스에서 체포 및 구금되었다. 벨라루스 측에서는 사페가의 체포 이유를 제시하지 않았다. 그가 재학 중이었던 빌뉴스의 유럽 인문학 대학교에서도 체포 사실을 확인했다. 벨라루스 대통령 알렉산드르 루카셴코는 비행기가 민스크보다 빌뉴스에 더 가까웠음에도 불구하고 불구하고 벨라루스 공군 MiG-29 전투기를 출격시켜 호위했다. 벨라루스 국영 통신사 BelTA에서는 사고기의 조종사들이 민스크에 먼저 착륙하겠다고 했다고 발표했다. 라이언에어와 벨라루스 측에서는 비행기에서 폭발물을 찾지 못했다고 밝혔다.
민스크 국제공항에서 체포된 프로타세비치, 사페가 외 벨라루스 KGB 요원으로 추정되는 벨라루스 국적자 1명과 러시아 국적자 3명은 민스크에서 빌뉴스로 계속 비행하지 않았다. 나머지 승객들은 2시간 30분 동안 벨라루스 KGB 소속 인원 50-60여명이 보안 검사를 하는 동안 식수, 화장실 사용, 전화 통화를 하지 못한 상태로 대기해야 했다. 사고기는 민스크 국제공항을 약 7시간 후인 오후 8시 47분(UTC+03:00)에 이륙하여 빌뉴스에 오후 9시 27분(UTC+03:00)에 도착했다.
5월 23일의 FR4978편 항적은 평소와 차이가 있었다. Flightradar24 데이터에 의하면 빌뉴스에 착륙을 준비하면서 벨라루스 영공 내에서 하강을 시작했으나, 그 날은 평소의 위치에서 하강하지 않았다. 가능한 이유 중 하나는 비행기 조종사들이 최대한 리투아니아 영공에 빠르게 진입하려고 했으나 벨라루스 전투기가 출격하면서 강제로 회항해야 했다는 것이 있다.

## 반응
벨라루스 반체제 운동가 스뱌틀라나 치하노우스카야는 ICAO에서 사건을 조사할 것을 요구했다. 그에 따르면 납치 피해자인 프로타세비치가 벨라루스에서 사형당할 수도 있다고 했다. 다른 사람은 징역 15년형을 예상했다. 치하노우스카야의 정보원에 따르면 프로타세비치는 아테네 공항에서도 감시 대상이었다고 한다. 그의 메시지에 의하면 줄 옆과 보안 검색대에서 신분 증명서의 사진을 촬영하려는 사람이 있었다고 한다. 그 외에도 프로타세비치가 주도했던 텔레그램 채널 Nexta의 회원 타데우시 기찬(Tadeusz Giczan)에 의하면 KGB 요원들이 항공편에 탑승 중이었고 비행기에 폭탄이 장착되었다고 라이언에어 승무원과 싸우려고 했다.
벨라루스 외무부 장관은 5월 24일에 하마스에서 폭파 협박을 받았다는 증거를 공개했다. 벨라루스에서 공개한 문서에서는 이스라엘 측에 2021년 이스라엘-팔레스타인 위기에서의 휴전을 요구했고(사건 이전인 5월 21일에 휴전이 성립됨) 유럽 연합이 더 이상 이스라엘 편으로 참가하지 않을 것을 요구했다. 그렇지 않으면 빌뉴스행 항공기를 폭파할 것이라고 밝혔다. 하마스 대변인은 이 사실을 알지도 못했으며, 폭파 협박에는 자신들이 관여하지 않았다고 밝혔다.

### 국제 기구
- ICAO는 "명백한 강제 착륙"에 우려를 표했다. ICAO는 트위터를 통해서 강제 착륙은 국제 항공에 대한 시카고 협약 위반일 수도 있다고 밝혔다.[24]
- NATO 사무총장 옌스 스톨텐베르그는 트위터를 통해서 항공기 강제 착륙이 "국제 조사가 필요한 치명적이고 위험한 사고"라고 밝혔다.[25]
- 유럽 집행위원회 의장 우르줄라 폰데어라이엔은 이 사고를 "받아들일 수 없다"고 밝혔으며, "국제 항공 교통 규정을 위반한 자는 대가를 치러야 할 것"이라고 밝혔다.

### 국가
- 항공편이 출발한 국가인 그리스 총리 키리아코스 미초타키스는 항공기 강제 착륙을 "충격적인 일"이라고 밝혔으며 벨라루스에 정치적 압력을 가할 필요가 있다고 밝혔다.[26] 그리스 외교부 장관 니코스 덴디아스는 이 사건이 "국가가 후원한 납치"라고 밝혔다.[2]
- 네덜란드 임시 총리 마르크 뤼터는 이 사건이 "용납할 수도 없고 이전에 발생한 적이 없는" 공격이라고 밝혔다.[27]
- 미국 국무장관 앤터니 블링컨은 항공기 강제 착륙 행위가 "충격적인 행위"이며 국제 조사가 필요하다고 밝혔다.[28] 사고 항공편에는 미국 시민도 탑승하고 있었다.[29]
- 라트비아 외교부 장관 에드가르스 린케비치는 이 사고가 "국제법을 위반"하며 대응책이 "강력하고 효과적"이어야 한다고 밝혔다.[30] 5월 24일 벨라루스가 라트비아 외교관을 추방한 것에 대한 대응으로 라트비아에서 벨라루스 외교관을 추방했다.[31]
- 러시아 외교부 대변인 마리야 자하로바는 2013년 미국 NSA에서 내부고발자 에드워드 스노든을 추적하는 작전 중, 다른 유럽 국가에서 볼리비아 대통령 에보 모랄레스의 전용기의 영공 통과 및 재급유를 거부하자 오스트리아에 착륙해야 했던 사건과 비교했다.[32]
- 항공편이 도착할 예정이었던 국가인 리투아니아 대통령 기타나스 나우세다는 벨라루스 측에서 "용납 불가능한 행동"을 저질렀다고 밝혔다.[30] 또한 NATO와 EU가 벨라루스 정권에 의한 국제 민간 항공의 위협에 즉각적으로 대응해야 하고, 국제 사회가 더 이상 이런 일이 일어나지 않도록 노력해야 한다고 밝혔다.[33] 리투아니아 총리 잉그리다 시모니테는 빌뉴스 국제공항에서의 기자 회견에서 벨라루스에 의한 강제 납치와 항공기 납치 사건의 조사가 시작되었다고 발표했다.[34]
- 라이언에어의 본사가 있는 국가인 아일랜드의 총리 마이클 마틴은 이 사고가 "국가에서 지원한 파괴 행위"이자 "하늘에서의 해적질"이라고 밝혔다.[35]
- 영국 외교부 장관 도미니크 라아브는 이 사건이 "민간 항공에 대한 충격적인 공격"이라고 밝혔다.[36] 영국 외교 위원회 의장 톰 투겐다트는 이 행위가 전쟁에 가까운 것이라고 밝혔다.[37]
- 항공기가 등록된 국가인 폴란드 총리 마테우시 모라비에츠키는 "처벌받지 않고 그대로 둘 수 없는 사상 초유의 국가 테러리즘"이라고 밝혔다.[30]
- 우크라이나 대통령 볼로디미르 젤렌스키는 우크라이나와 벨라루스간 직항편을 중단하고 우크라이나 소속 항공기의 벨라루스 영공 통과를 금지했다. 우크라이나 총리 데니스 슈미할은 5월 25일 긴급 각료회의를 소집했다.[38]
- 캐나다 외무부 장관 마크 가노는 이 사고가 "민간 항공 운항 방해이자 언론의 자유에 대한 공격"이라고 밝혔다.[39]

### 항공사와 항공 당국
라이언에어 CEO 마이클 오리어리는 이 사건을 국가가 지원한 납치 사건으로 보았고 민스크 공항에서 벨라루스 KGB 요원이 내렸다고 보았다.
리투아니아 정부에서는 2021년 5월 25일 오전 3시(UTC+03:00)부터 벨라루스 영공을 통과한 항공기는 리투아니아에 이륙이나 착륙을 금지했다. 벨라루스 영공 통과를 금지한 최초의 EU 회원국이다.
2021년 5월 24일 영국 정부에서는 모든 벨라루스 소재 항공사의 영국 내 영업을 금지했다. 같은 날 유럽 평의회의 결정에 따라서 EU 전체에서도 벨라루스 소재 항공사의 영업을 금지했다. 이에 따라 벨라비아 항공의 벨라루스발 영국 및 유럽 연합행 항공 노선의 운항이 중단되었다.
일부 항공사에서는 벨라루스 영공을 통과하지 않겠다고 발표했다.
- 키프로스 소재 Avia Solutions Group에서는 벨라루스 영공을 통과하지 않겠다고 발표했다.[44]
- 헝가리 항공사 위즈에어은 5월 24일 우크라이나 키이우와 에스토니아 탈린간 항공편을 벨라루스 영공을 우회해서 운항했다.[45]
- 라트비아 항공사 에어발틱은 상황이 개선될 때까지 벨라루스 영공을 통과하지 않겠다고 발표했다.[37][45]
- 스칸디나비아 항공은 스웨덴 교통부의 정책에 따라서 우크라이나 키이우-노르웨이 오슬로간 항공편을 벨라루스 영공을 우회해서 운항하기로 했다.[46]
- 루프트한자, LOT 폴란드 항공도 벨라루스 영공을 통과하지 않겠다고 발표했다.[47][43]
- 영국 민간 항공청(CAA)은 영국 항공사에게 벨라루스 영공 통과 금지를 지시했다.[48][42]

## 관련 사고

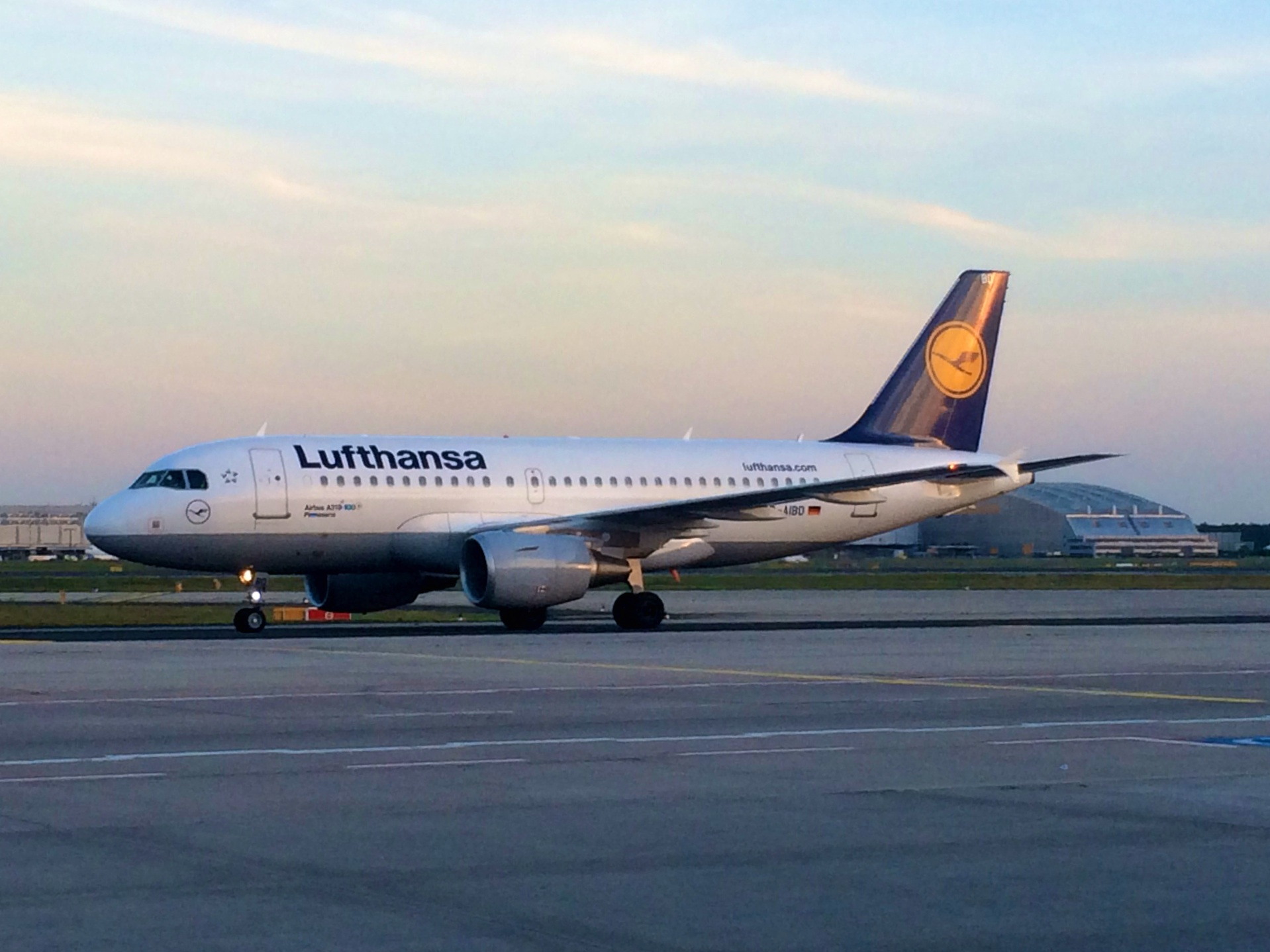
2014년 촬영된 독일 루프트한자 사고기

5월 24일 민스크 국제공항에서 프랑크푸르트암마인 공항으로 출발하는 승객 46명과 승무원 5명이 탑승했던 루프트한자 1487편(에어버스 A319-112, D-AIBD)이 "보안상의 이유"로 이륙이 지연되었다. 벨라루스 측에서는 테러 위협을 이유로 제시했고, 항공편은 약 2시간 지연되어 출발했다.

## 같이 보기
- 국제 분쟁
- 2021년 벨라루스-유럽 연합 국경 위기